# 流山児★事務所
流山児★事務所（りゅうざんじじむしょ）は、日本の劇団及び芸能事務所。法人名称は一般社団法人流山児カンパニー。旧社名は有限会社流山児オフィス。

## 概要
1970年に「演劇団」（1990年解散）を旗揚げした流山児祥（本名：藤岡祥二）が1984年7月に流山児★事務所を設立。1991年3月に法人化、「有限会社流山児オフィス」となり、2016年2月に一般社団法人化。「一般社団法人流山児カンパニー」となった。公演の際の劇団名称は「流山児★事務所」。
劇場演劇の横断的結合を目指しており、今日のプロデュース公演の先駆的な役割を果たす。
若手の人材育成、海外留学生の受入れ、海外との国際演劇交流等にも積極的に推進しており、若い役者を実践を通じて育てるため、東京都新宿区早稲田町に稽古場兼拠点劇場「Space早稲田」を所有。人材育成に力を注いでいる。
歌舞伎・シェイクスピア等の古典芸能から、実験的な作品まであらゆるジャンルの舞台表現の可能性を求めて、国内外で活動をしている。

## 役員
- 代表理事 - 藤岡祥二
- 理事 - 塩野谷正幸、小林岳郎
- 監査役 - 平井昇
- 制作 - 小林恭子、畝部七歩

## 劇団員

### 在籍メンバー
- 流山児祥（りゅうざんじ しょう、1947年11月2日 - ）熊本県出身。

流山児★事務所主宰・舞台監督。俳優でありブルースシンガーでもある。一般社団法人日本演出者協会の副理事長を20年以上務めている。
- 塩野谷正幸（しおのや まさゆき、1953年8月14日 - ）新潟県出身。

1976年「演劇団」入団。30年以上、流山児と活動をともにしている、流山児★事務所の大黒柱。テレビ・映画・演劇界で活躍中。舞台美術家でもある。
- 伊藤弘子（いとう ひろこ、1967年9月8日 - ）東京都出身。身長160cm、体重49kg。

1986年、桐朋学園高等部在学中に入団。流山児★事務所のトップ女優。男役もこなし、演技力と歌唱力は定評がある。近年は、外部出演やテレビ出演等、積極的に始めている。
- 米山恭子（よねやま きょうこ、7月31日 - ）静岡県出身。

1989年入団。劇団の制作を担当。
- 栗原茂（くりはら しげる、1968年3月16日 - ）東京都出身。身長171cm、体重68kg。

1992年入団。劇団のリーダー的存在。演技力は各方面で高く評価され、他劇団への出演も多数。若手の演技指導、 誠実な演出力に定評がある。
- 上田和弘（うえだ かずひろ、1969年6月17日 - ）大阪府出身。

1995年入団。劇団の中心軸にいる俳優。殺陣・アクション・キックボクシングに定評があり、劇団のアクション監督も務める。
- 谷宗和（たに むねかず、1973年4月19日 - ）福岡県出身。身長165cm、体重58kg。

1996年入団。『SMOKE』で2年ぶりに劇団に復帰し、活動を再開した。2016年「Space早稲田演劇祭」のフェスティバルディレクターを務めた。
- 甲津拓平（こうづ たくへい、1970年2月3日 - ）京都府出身。身長166cm、体重67kg。

1996年入団。関西出身の新喜劇的センスに磨きをかけ、実力俳優への道を邁進。最近は他劇団への客演にも積極的に参加している。
- 畝部七歩（うねべ ななほ、1971年7月1日 - ）愛知県出身。

1996年入団。情熱的で集中力あふれる演技力で評価を受ける。その他、制作・海外制作・音響・照明・演出助手等もこなす。
- イワヲ（小林岳郎）（こばやし いわお、1974年12月3日 - ）東京都出身。身長175.5cm、体重70kg。

1997年入団。劇団リーダーの1人。舞台監督チーフ、舞台美術もこなす。
- 小林七緒（こばやし ななお、1966年5月12日 - ）東京都出身。身長156cm、体重46kg。

1998年入団。第1回若手演出家コンクールで最優秀賞受賞。2014年、一般社団法人日本演出者協会常務理事に就任。女優業と並行して、様々な場所で演出作品が上演されている。
- 里美和彦（さとみ かずひこ、1975年7月27日）岡山県出身。身長175cm、体重60kg。

2000年入団。役への作りこみも熱心であり、劇団中心男優としての自覚持っている。流山児祥ワークショップでは照明を手掛ける。
- 平野直美（ひらの なおみ、1972年7月25日 - ）栃木県出身。身長157.5cm、体重69kg。

2001年入団。安定感があり、台詞術と舞台度胸は抜群、存在感と声量は圧巻である。 他劇団への客演、自主映画への出演なども積極的に始めた。
- 木暮拓矢（きぐれ たくや、1978年11月24日 - ）群馬県出身。身長165cm、体重54kg。

2002年入団。熱心な稽古ぶりは劇団一である。繊細な舞台感覚を生かし音響、照明も中心でこなす。次代を担う若手リーダーとして今後が注目されている。
- 鈴木麻理

2008年入団。加藤健一事務所出身。
- 武田智弘（たけだ ともひろ、1981年5月1日 - ）福岡県出身。身長168cm、体重53kg。

2006年入団。代々木アニメーション学院福岡校を経て入団。アクションが好きで、芝居にもさまざまな試みを仕掛ける。舞台監督も修行中の、個性派俳優である。
- 山下直哉（やました なおや、1982年11月11日 - ）京都府出身。身長175cm、体重58kg。

2008年入団。小道具部チーフ。劇団の作業をいとわない芝居好きである。自らの演劇ユニットも主催している。
- 荒木理恵（あらき りえ、1983年3月12日 - ）福岡県出身。身長158cm、体重59kg。

2009年入団。国立大学で地質学を専攻していた。代々木アニメーション学院福岡校卒業。劇団若手と制作部の中軸。
- 山丸莉菜（やままる りな、1990年8月13日 - ）東京都出身。身長159cm。

2010年入団。演劇体験ゼロであり、美術大学に通っていたが一念発起で女優の道へ進む。舞台監督助手、稽古場番、稽古場音響担当。他劇団への出演も積極的に行っている。
- 五島三四郎（ごとう さんしろう、1988年2月1日 - ）長崎県出身。身長164cm、体重55kg。

2012年入団。紀伊国屋ホールでの公演で、主役の経験もある。 長崎：五島列島出身。舞台監督助手・劇団照明班も務めている。
- 竹本優希（たけもと ゆうき、3月4日 - ）兵庫県出身。

アメリカ留学経験あり。OLとして生活したのち、女優を目指し2015年に入団。演出部を経て新人公演でデビュー。
- 橋口佳奈（はしぐち かな、3月13日 - ）

桐朋学園短大演劇科卒業。照明家の道を目指すが、演劇集団キャラメルボックス俳優教室から、2015年に入団。
- 春はるか

2019年入団。国際基督教大学卒業。青年座養成所を経て2018年夏、オーディションに合格し入団した。

### 過去に在籍していたメンバー
- 筑波竜一（現：温泉ドラゴン）
- 阪本篤（現：温泉ドラゴン）
- 山中聡
- 立本夏山
- 池田有希子
- 諏訪創